# NGC 743
NGC 743 ist ein offener Sternhaufen im Sternbild Kassiopeia, welcher im Jahre 1829 von John Herschel entdeckt wurde.